# Leland (Misisipi)
Leland es una ciudad del Condado de Washington, Misisipi, Estados Unidos. Según el censo de 2000 tenía una población de 5.502 habitantes y una densidad de población de 1.031.2 hab/km².

## Demografía
Según el censo de 2000, había 5.502 personas, 1.943 hogares y 1.414 familias residiendo en la localidad. La densidad de población era de 1031,2 hab./km². Había 2.095 viviendas con una densidad media de 392,7 viviendas/km². El 32,01% de los habitantes eran blancos, el 67,01% afroamericanos, el 0,16% amerindios, el 0,13% asiáticos, el 0,04% de otras razas y el 0,65% pertenecía a dos o más razas. El 0,75% de la población eran hispanos o latinos de cualquier raza.
Según el censo, de los 1.943 hogares en el 36,9% había menores de 18 años, el 38,9% pertenecía a parejas casadas, el 27,7% tenía a una mujer como cabeza de familia, y el 27,2% no eran familias. El 24,2% de los hogares estaba compuesto por un único individuo, y el 11,1% pertenecía a alguien mayor de 65 años viviendo solo. El tamaño promedio de los hogares era de 2,82 personas y el de las familias de 3,35.
La población estaba distribuida en un 31,9% de habitantes menores de 18 años, un 10,6% entre 18 y 24 años, un 26,3% de 25 a 44, un 18,8% de 45 a 64, y un 12,4% de 65 años o mayores. La media de edad era 30 años. Por cada 100 mujeres había 88,1 hombres. Por cada 100 mujeres de 18 años o más, había 78,6 hombres.
Los ingresos medios por hogar en la localidad eran de 25.678 dólares ($), y los ingresos medios por familia eran 28.926 $. Los hombres tenían unos ingresos medios de 26.184 $ frente a los 20.693 $ para las mujeres. La renta per cápita para la ciudad era de 11.681 $. El 27,5% de la población y el 24,0% de las familias estaban por debajo del umbral de pobreza. El 36,1% de los menores de 18 años y el 28,3% de los habitantes de 65 años o más vivían por debajo del umbral de pobreza.

## Geografía
Según la Oficina del Censo de los Estados Unidos, Leland tiene un área total de 5,4 km² de los cuales 5,3 km² corresponden a tierra firme y 0,1 km² a agua. El porcentaje total de superficie con agua es 1,44%.